# Cyrus Sulzberger
Pour les articles homonymes, voir Sulzberger.
Cyrus Leo Sulzberger II (New York, 27 octobre 1912 - Paris, 20 septembre 1993) est un journaliste américain, grand reporter au New York Times.

## Biographie
Sulzberger est né à New York, de Cyrus L. « Leo » Sulzberger, neveu de Arthur Hays Sulzberger, directeur de la publication du New York Times de 1935 à 1961, et petit-fils de Cyrus Leopold Sulzberger (en). Diplômé de l'université Harvard en 1934, il rejoint le New York Times en 1939. En 1942, il épouse Marina Tatiana Ladas. Dans les premières années de la guerre froide, il sert de messager diplomatique dans les échanges avec le journaliste soviétique Youri Joukov. Il gagne un prix Pulitzer en 1951 pour son interview de l'archevêque de Zagreb, Aloysius Stepinac. En 1961, il porte un message de John F. Kennedy à Nikita Khrouchtchev et se rapproche de Charles de Gaulle. 
En 1967, sa fille, Marina Beatrice Sulzberger, épouse Adrian Michael Berry, fils de William Michael Berry dont la famille possédait The Daily Telegraph.

### Traductions en français
- En observant De Gaulle, Plon, 1962
- Les États-Unis et le Tiers monde : Une révolution inachevée, Traduit par Jacques Parsons, Plon, 1966
- Dans le tourbillon de l'histoire, Albin Michel, 1971
- Les derniers des géants. Mémoires, Albin Michel, 1972
- La Chute des aigles : La mort des grandes dynasties européennes, Hachette, 1979
- Le marchand de dents, Albin Michel, 1975. Roman fantastique & historique.

## Sources
- C.L. Sulzberger, Columnist, Dies at 80" (obituary). Robert D. McFadden. The New York Times. 21 septembre 1993. Retrieved 2013-12-07.
- Los Angeles Times, 20 septembre 1993